# Johann Wendelin Thierry
Johann Wendelin Thierry (* 9. November 1730 in Deidesheim; † 10. Februar 1807 in Bruchsal) war ein deutscher Oberamtsrat am Vizedomamt Bruchsal und der Verfasser einer Schrift über die Geschichte der Bischöfe von Speyer.

## Familie
Sein Vater hieß Paul Thyri und stammte aus Edesheim, das wie Deidesheim damals zum Hochstift Speyer gehörte. Seine Mutter Maria Jakobäa war die Tochter des Deidesheimer Unterschultheißen Hieronymus Schmitt. Die Eltern heirateten 1727 und wurden in Deidesheim ansässig. Sein Onkel mütterlicherseits, Wilhelm Schmitt († 1784), war Stadtschreiber in Deidesheim; dessen Grabstein ist noch heute auf dem Deidesheimer Friedhof erhalten. Sein Onkel väterlicherseits, der in Edesheim wohnte, war Jakob Thyri; dessen Sohn, der Philosoph Paul Henri Thiry d’Holbach (1723–1789), war ein Cousin von Johann Wendelin Thierry.
Im Alter von 29 Jahren heiratete er in Deidesheim Magdalena Bader († 1808), eine Tochter des Spitalverwalters Wilhelm Bader; die beiden hatten zusammen mehrere Kinder.
Als Schreibweise des Familiennamens ist überliefert: In der Pfarrei in Edesheim Dirre (1708), Tyrri (1723), Tirri und Tyrre (1756); Thyry (1727) und Tirry (1730 und 1759) in Deidesheimer Kirchenbüchern, sowie Thierry und Thierri (1797 und 1807) in Bruchsal.

## Leben
Thierry wurde am 9. November 1730 wurde als zweites von acht Kindern geboren. Im Alter von 17 Jahren war er als Wendelinus Thyrri, Deidesheimensis, an der Universität Fulda immatrikuliert. Ob er noch an anderen Universitäten studierte, ist nicht bekannt. Nach Vollendung seiner Studien war er Advokat und wurde am 1. Juni 1759 vom Speyerer Fürstbischof Franz Christoph von Hutten zum Stolzenberg zum Regierungsfiskal am speyerischen Vikariat ernannt. Am 24. Januar 1762 rückte er zum Oberamtsrat und Ausfaut am Vizedomamt Bruchsal auf; er behielt diese Stelle bis zu seiner Versetzung in den Ruhestand. Während seiner Zeit in der Landeshauptstadt Bruchsal verfasste er sein Werk „Bruchsaler Chronik“. Nach 1770 erhielt er den Titel „Hofrat“. Im Alter von 76 Jahren starb Thierry am 10. Februar 1807, nachdem er zuvor den Untergang des Speyerer Hochstifts miterlebt hatte, das aufgelöst und säkularisiert wurde. Er wurde auf dem Kirchhof von St. Peter in Bruchsal bestattet.

## Bruchsaler Chronik
Thierrys einzige größere Schrift trägt den Titel „Bruchsaler Chronik“; die Bezeichnung ist nicht ganz treffend, denn er befasste sich darin im Wesentlichen mit der Geschichte der Speyerer Bischöfe. Das Werk stellt eine Fortsetzung von Philipp Simonis’ Arbeit „Historische Beschreibung aller Bischoffen zu Speyr“ dar, das mit dem Regierungsantritt von Eberhard von Dienheim 1581 beginnt, zu der Zeit also, zu der Simonis’ Chronik endet. Die Arbeit Thierrys schließt mit dem Tod von August von Limburg-Stirum und dem Amtsantritt des letzten Speyerer Fürstbischofs Philipp Franz Wilderich Nepomuk von Walderdorf im Jahr 1797.
Das Hauptaugenmerk richtete Thierry bei seiner Ausarbeitung auf den rechtsrheinischen Teil des Speyerer Hochstifts, doch auch der linksrheinische Teil, zu dem seine Vaterstadt Deidesheim gehörte, mit der er weiterhin eng verbunden blieb, wurde berücksichtigt, beispielsweise mit Ausführungen zum Weinbau und zu Weinjahrgängen.
Wohl wegen des abrupten Zeitenwechsels, der kurz vor seinem Tod stattfand, wurde Thierrys Arbeit nicht gedruckt. Das Manuskript gelangte aus dem Nachlass Thierrys in den Keller des Bruchsaler Rathauses, wo es über 100 Jahre verborgen blieb und 1912 von Hans Rott, im Rahmen seiner Bearbeitung der Kunstdenkmäler im Raum Bruchsal, wiederentdeckt wurde. Rott zitierte nur kurz aus Thierrys Arbeit und nannte irrtümlich Franz Josef Thirry als Urheber, den Sohn des Verfassers. Erst Otto B. Roegele erkannte 1948 die Bedeutung von Thierrys Arbeit und publizierte eine größtenteils wörtliche Abschrift derselben in der Zeitschrift für die Geschichte des Oberrheins, wobei er auch den Vornamen Thierrys richtigstellte.